# Stomatium angustifolium
Stomatium angustifolium är en isörtsväxtart som beskrevs av L. Bol. Stomatium angustifolium ingår i släktet Stomatium och familjen isörtsväxter. Inga underarter finns listade i Catalogue of Life.